# Smailholm
Smailholm ist eine Ortschaft in der schottischen Council Area Scottish Borders beziehungsweise in der traditionellen Grafschaft Roxburghshire. Sie liegt rund zehn Kilometer nordöstlich von Melrose und acht Kilometer nordwestlich von Kelso.

## Geschichte
Im Jahre 1558 erhielt David Hoppringill die Erlaubnis zum Bau eines Wehrturms in Smailholm. Das entstandene Tower House Smailholm Tower war mehrere Jahrhunderte eine Festung des regionalen Clans Pringle, bevor es an den Clan Scott überging.
Im Jahre 1642 erwarb George Baillie of Jerviswood die umliegenden Ländereien von Mellerstain. Im Jahre 1700 wurde am Standort ein fünfstöckiges Tower House erwähnt, das vermutlich deutlich älter war. George Baillie ließ dort 1724 das Herrenhaus Mellerstain House errichten. Innerhalb einer Linie der Baillies wird der Titel Earl of Haddington vererbt. Nach dem Verkauf von Tyninghame House 1986 wurde Mellerstain House neuer Sitz der Earls of Haddington. Als Kind verbrachte der schottische Dichter Walter Scott einige Zeit auf der Sandyknowe Farm, dem nahegelegenen Bauernhof seiner Großeltern. Seine Eindrücke von Smailholm Tower flossen in seine Dichtung ein.

## Verkehr
Die B6397 bildet die Hauptstraße von Smailholm. Sie bindet die Ortschaft im Nordwesten an die A6105 (Earlston–Berwick-upon-Tweed) und die A6089 an. In Kelso besteht Anschluss an die A698 und A699.